# Ana Jelenčić
Ana Jelenčić (* 8. Juni 1994 in Karlovac) ist eine kroatische Fußballspielerin.

## Karriere

### Verein
Die Verteidigerin startete ihre Karriere beim ŽNK Plamen Križevci. Sie verließ ihren Jugendverein 2010 und wechselte zum kroatischen Erstligisten ŽNK Dinamo-Maksimir. Dort gab sie am 28. August 2010 ihr Seniorendebüt in der 1. HNL gegen ihren späteren Verein ŽNK Agram. Dieser Einsatz sollte ihr einziges Seniorenspiel für Dinamo bleiben. Im Sommer 2012 wechselte sie zum Ligarivalen ŽNK Agram.

### Nationalmannschaft
Sie spielte ihr A-Länderspieldebüt für die Kroatische Fußballnationalmannschaft der Frauen gegen Ungarn am 15. Mai 2011. Bislang spielte sie in drei A-Länderspielen für Kroatien.

## Privates
Jelenčić spielte in ihrer Jugend Handball. Sie spielte im Rückraumspieler bei OŠ Vladimir Nazor Križevci und spielte in der U-14 Nationalmannschaft Kroatien's.